# Charlotte Diane de Foix-Candale
Charlotte Diane de Foix-Candale (* in Bénauges; † 24. Mai 1587 in Bordeaux) war eine Comtesse de Gurson. Sie heiratete um das Jahr 1579  Louis de Foix-Candale, vicomte de Meille, comte de Gurson (1556–1587). Das Paar hatte drei Töchter und einen Sohn. Ihr Ehemann fiel am 29. Juli 1587 in der Schlacht von Montraveau, bataille de Montraveau in der Nähe von Nérac.
Sie war die Tochter von Frédéric de Foix-Candale, comte de Benauge et de Candale (1536–1571), comte d’Astarac und ihrer Mutter Françoise l’Aînée de La Rochefoucauld († 1583); beide miteinander ab 1540 verheiratet. Sie hatte noch einen Bruder den Henri de Foix-Candale, comte de Benauge († 1572).
Ihr Onkel väterlicherseits war François de Foix-Candale  (1512–1594) und Bischof von Aire.  Er wirkte in seinem Bistum Aire in der Zeit zwischen dem Jahr 1576 bis zum 5. Februar 1594 und war darüber hinaus noch ein an alchemistischen und medizinischen Themen sehr interessierter Zeitgenosse.
Michel de Montaigne widmete ihr das Kapitel 26. seiner Essais, welches sich mit der Erziehung der Kinder auseinandersetzt, De l’institution des enfants.
Montaigne erläuterte Diane de Foix-Candale seine Grundlagen für eine rationale Bildung. Das 26. Kapitel des 1. Buch der Essais  wurde in den letzten Monaten des Jahres 1579 geschrieben, kurz vor der Geburt des ersten Kindes von Diane de Foix, die Louis de Foix, comte de Gurson geheiratet hatte. Die Comtesse erwartete ihr Kind und Montaigne versuchte hier eine Antwort für eine „gute Erziehung“ anzubieten.